# Giovanni Caboto

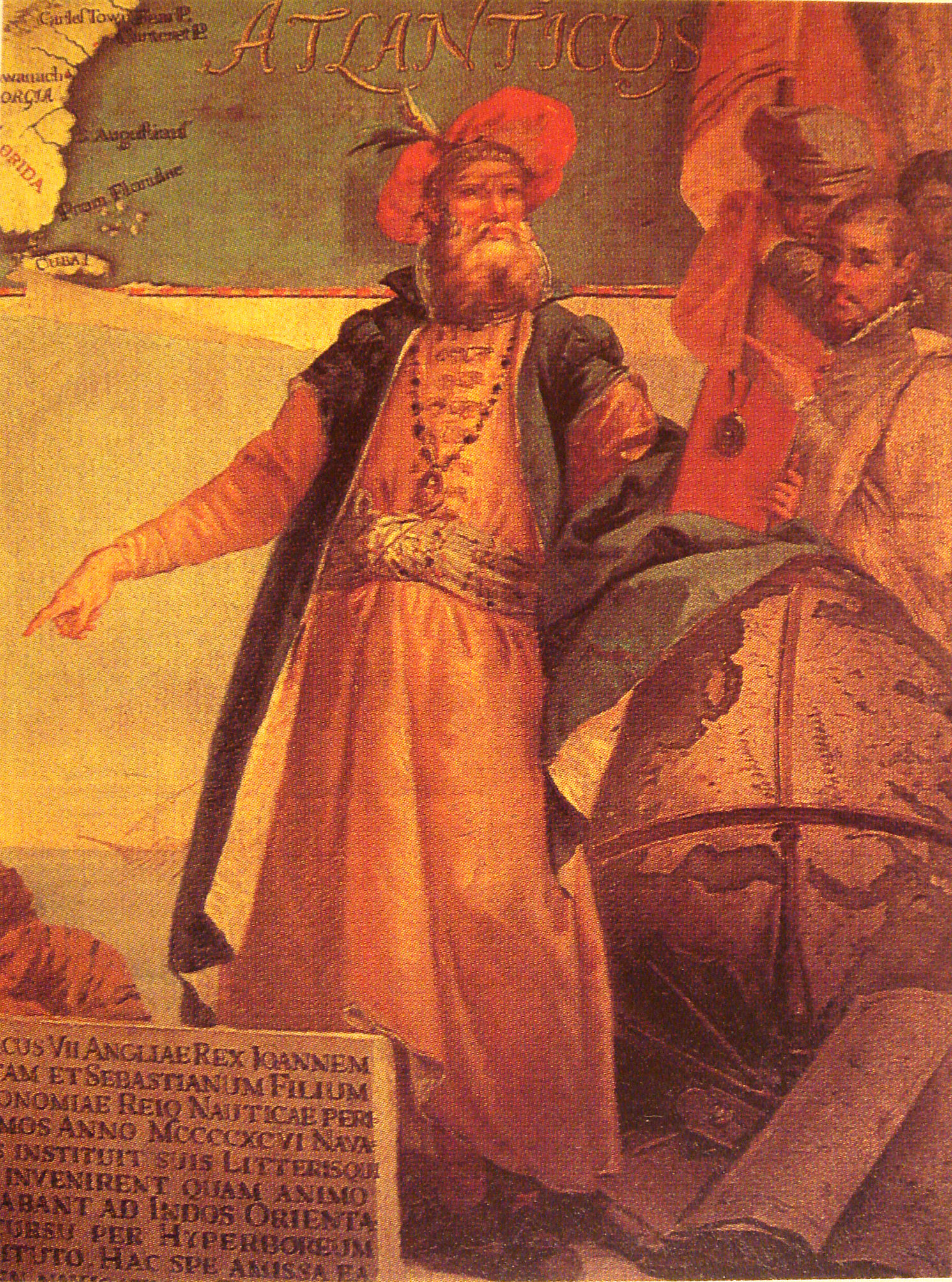
Caboto, Historiengemälde von Giustino Menescardi (1762), Dogenpalast, Sala dello Scudo

Giovanni Caboto (englisch John Cabot, venetisch Zuan Caboto; * um 1450 in Genua, Gaeta oder Chioggia; † nach 1498) war ein italienischer Seefahrer. Er gilt – nach den Wikingern im 11. Jahrhundert – als erster europäischer Entdecker, der das nordamerikanische Festland erreichte (1497).

## Person

### Venedig

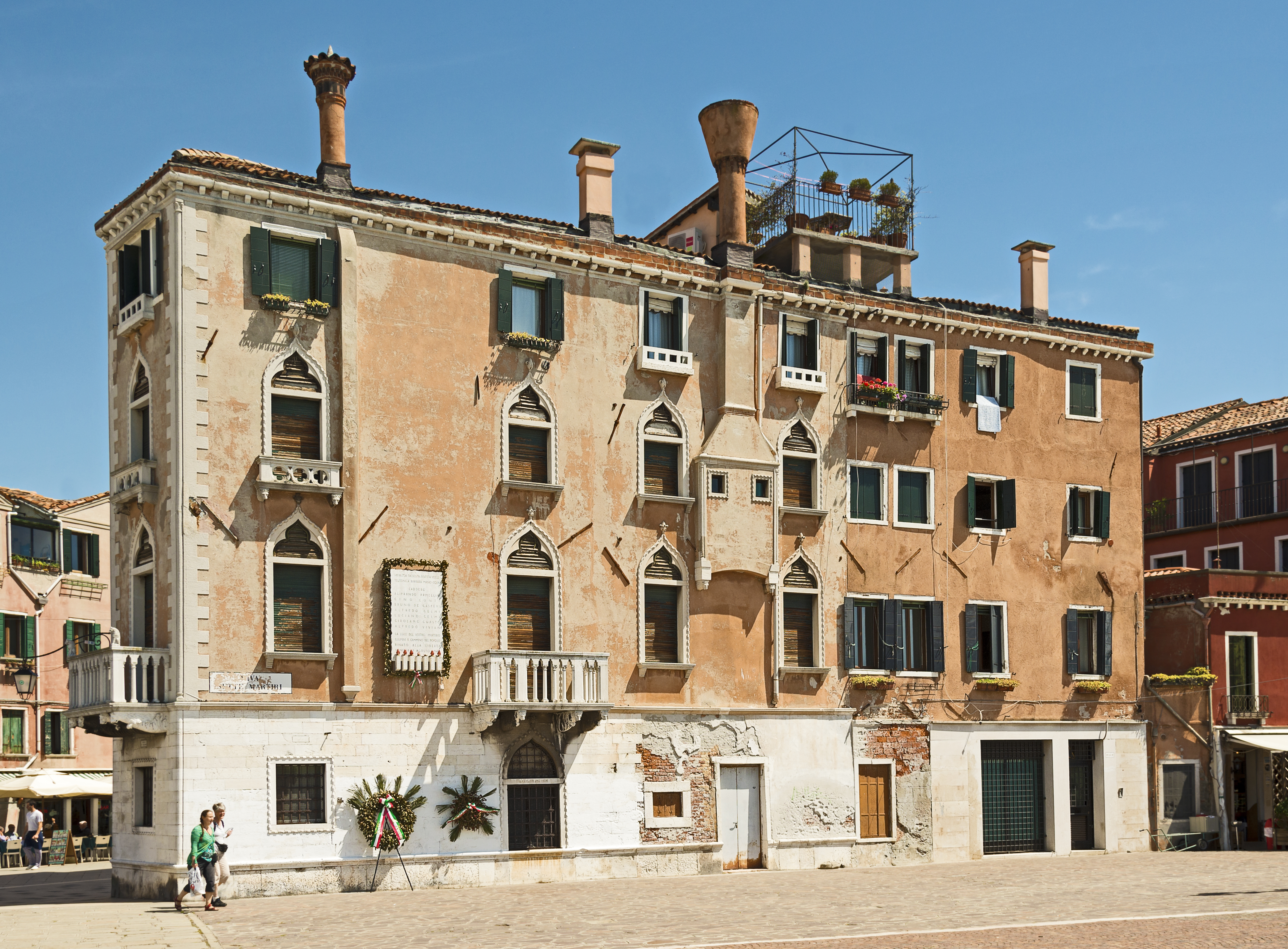
Das Haus Giovanni Cabotos in Venedig

Über Cabotos Kindheit ist wenig bekannt. Sein Familienname könnte von dem Begriff cabotaggio kommen, der die Küstenschifffahrt bezeichnete. Vermutet wird, dass hierauf auch der Begriff Kabotage zurückgeht.
Spätestens ab 1461 lebte er in Venedig, wo er 1476 die Anerkennung als Bürger beantragte, was voraussetzte, dass er mindestens seit 15 Jahren dauerhaft in der Stadt ansässig gewesen war. 1482 heiratete er die Venezianerin Mattea, mit der er drei Söhne hatte: Ludovico, Sebastiano und Sancio. In Chioggia und im eigentlichen Venedig erwarb und verkaufte er Immobilien, um die seine Nachkommen noch 1551 mit dem venezianischen Rat der Zehn stritten. Er engagierte sich im Gewürzhandel und soll bis nach Mekka gelangt sein. Möglicherweise fasste er dabei den Gedanken, sich dem Anbaugebiet der Gewürze beim nächsten Mal von Osten zu nähern. Die Orientreisen werden allerdings von der britischen Historikerin Alwyn Ruddock bezweifelt.

### Spanien
Spätestens 1490 musste Caboto überschuldet aus Venedig fliehen. Er wird dort in einem Brief von 1492 ausdrücklich als „Venezianer“ bezeichnet. Spätestens Mitte dieses Jahres erschien er in Valencia. Von 1492 bis 1493 war er mit Plänen zu Hafenbauarbeiten nahe Valencia befasst, die aber zurückgewiesen wurden. Während seines Aufenthalts in der Stadt kam im April 1493 Christoph Kolumbus durch Valencia, der nach Rückkehr von seiner ersten Reise zu seinem Empfang durch die katholischen Könige nach Barcelona reiste. Zur Jahreswende 1493/94 befand sich Caboto in Sevilla, wo er in der zweiten Jahreshälfte 1494 an einem Brückenbauprojekt mitwirkte, das allerdings vor Ende des Jahres eingestellt wurde. Caboto wollte nun nach einem weiter nördlich gelegenen, kürzeren Weg von Europa nach Cathay suchen, wie man im spätmittelalterlichen Europa im Anschluss an Marco Polos Reisebericht China nannte. Seine diesbezüglichen Sondierungen am Hofe der Katholischen Könige Ferdinand und Isabella sowie bei König Johann II. von Portugal verliefen erfolglos.

### England

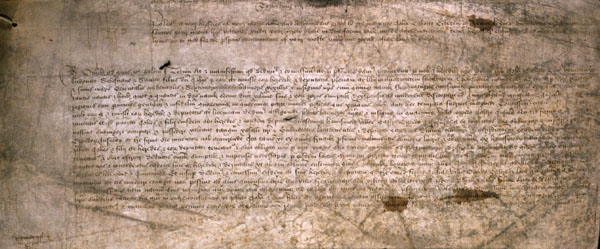
Cabotos englischer Schutzbrief von 1496

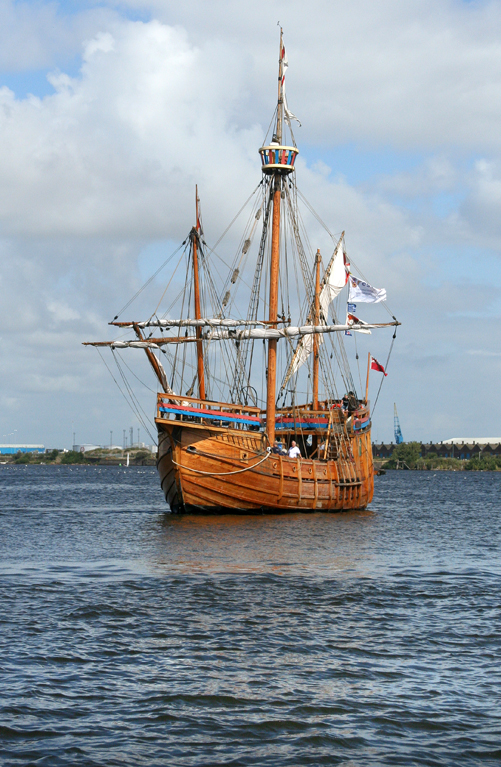
Nachbau der Matthew, mit der Caboto 1497 Nordamerika erreichte

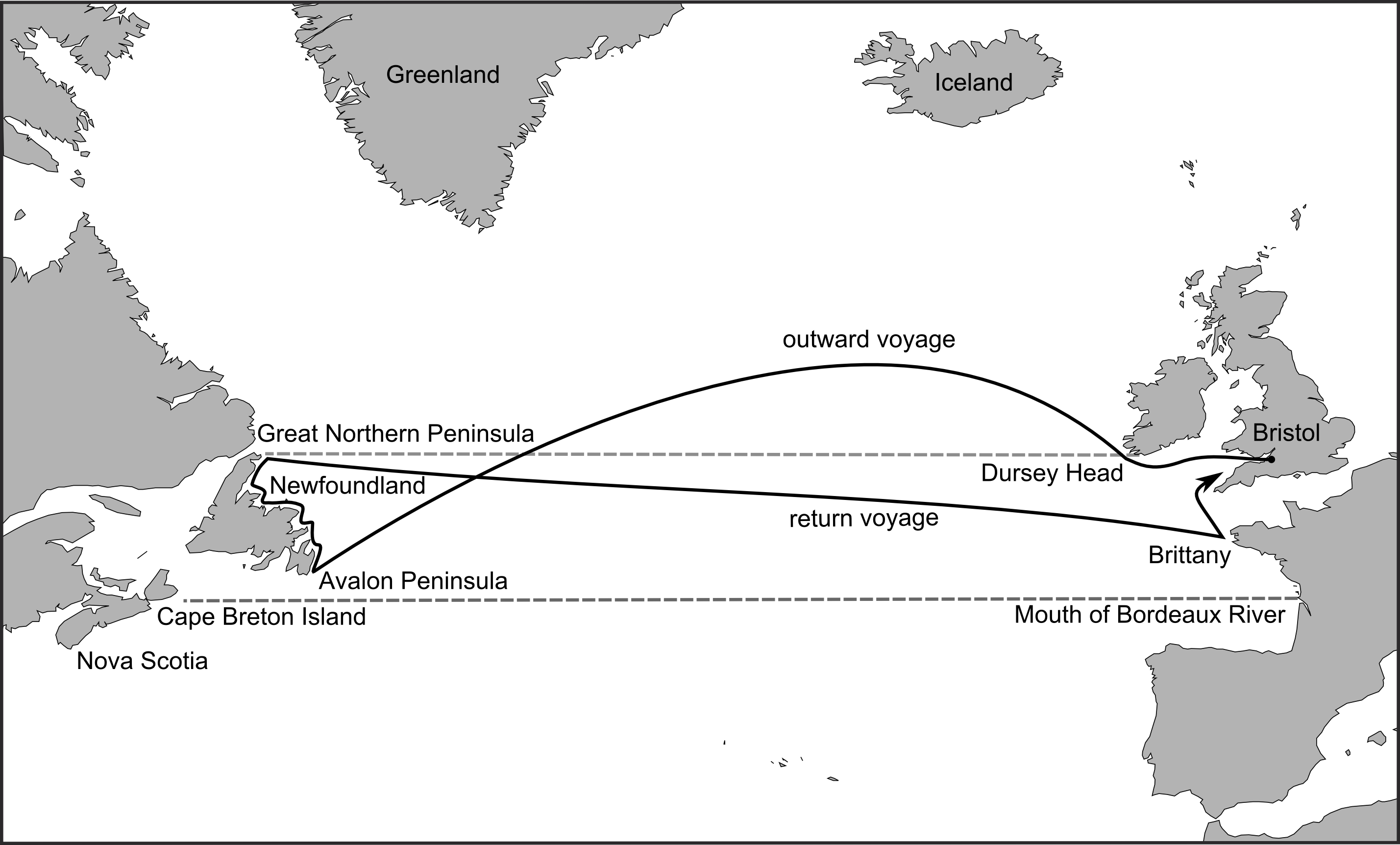
Karte mit einem möglichen Verlauf von Cabotos zweiter Reise

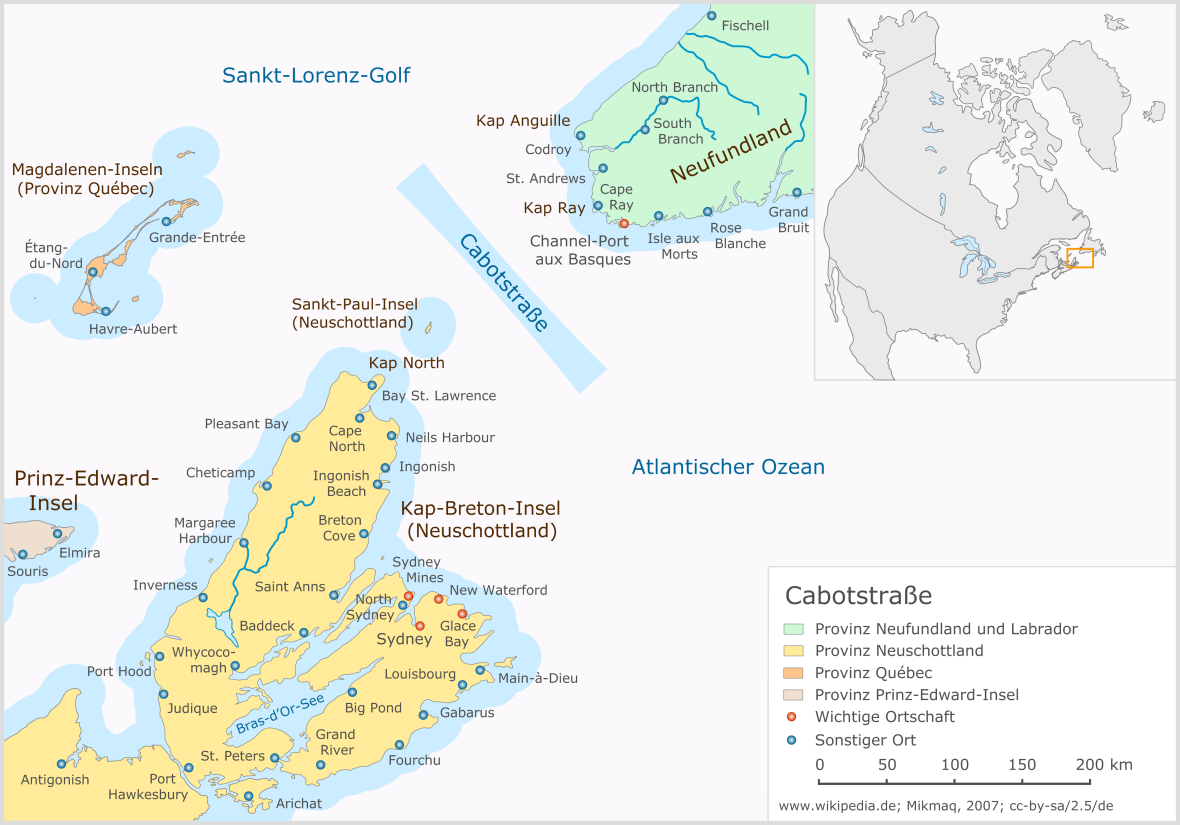
Die Cabotstraße zwischen Neufundland und Cape Breton Island

1496 finden die Quellen Caboto in England, wo er einen Sponsor für sein Vorhaben suchte, eine Westroute nach China zu finden. Dabei wurde er anscheinend von der italienischen Gemeinschaft in London und insbesondere von Augustinermönchen unterstützt. Namentlich der Mönch Fra Giovanni Antonio Carbonara (oder: de Carbonariis), der zuvor mit diplomatischen Missionen zwischen König Heinrich VII. von England und dem Mailänder Herzog Ludovico Sforza bzw. dem Heiligen Stuhl betraut war, soll sich aus Interesse an der Missionierung der Bewohner der Länder, die man zu finden hoffte, für ihn eingesetzt haben.
Mit seiner Hilfe gelang es ihm am 5. März 1496, einen Schutzbrief von Heinrich VII. für sich und seine drei Söhne zu erhalten: Demnach war es Cabot gestattet, mit fünf Schiffen auf eigene Kosten von Bristol aus zu starten, um neues Land zu entdecken, „das bis zu dieser Zeit allen Christen unbekannt“ sei. Damit versuchte Heinrich einen Konflikt mit den Katholischen Königen zu vermeiden, denn die von Columbus kurz zuvor entdeckte Karibik war den Christen ja nunmehr nicht mehr unbekannt. Spanien und Portugal hatten 1494 im Vertrag von Tordesillas die Welt zur Kolonisation unter sich aufgeteilt, Entdeckungsreisen anderer Staaten waren darin nicht vorgesehen. Dementsprechend nervös berichtete der spanische Botschafter am englischen Hof im Januar 1496 an die Katholischen Könige von der Ankunft von „einem wie Kolumbus“ in London, der eine Unternehmung „wie die nach Indien“ plane. Finanziert wurde Cabot durch eine Dependance der Florentiner Bardi-Bank in London. Seine Finanziers scheinen kein allzu großes Vertrauen in Cabots Vorhaben gehabt zu haben, denn ihre Investitionen reichten für die Ausrüstung statt der königlich genehmigten fünf Schiffe nur für die eines einzigen, mit etwa 20 Mann Besatzung eher kleinen Schiffes.

## Entdeckungsfahrten
Die Literatur geht überwiegend von drei Entdeckungsreisen aus.

### Erste Reise
Sommer 1496 – Sommer 1496 (?): Am 5. März 1496 erteilte König Heinrich VII. einen Patentbrief an Cabot und seine drei Söhne Lewis (Ludovico), Sebastian (Sebastiano) und Sancio (Sancius), mit fünf Schiffen unter königlicher Flagge die östlichen, westlichen und nördlichen Meere zu erkunden. Ausgenommen waren damit die dem Vertrag von Tordesillas unterworfenen Gebiete, deren Entdeckung Spanien und Portugal vorbehalten war. Ungewiss ist, ob Cabot den Auftrag im selben Jahr ausführte. Eine Historikermeinung verneint dies und verweist auf die zweite Reise als Erfüllung des Patents, die andere Auffassung geht davon aus, dass er im Sommer 1496 in See stach. Die Fahrt sei ein Misserfolg gewesen, weil ihn seine Mannschaft wegen Nahrungsmangel und schlechtem Wetter per Mehrheitsbeschluss zur Rückkehr zwang. Hierzu war sie durch die Rôles d’Oléron berechtigt. Diese Nachricht schrieb John Day an Christoph Columbus, der über Cabots Reise informiert werden wollte. Fraglich ist auch, ob die Söhne mit an Bord der gefährlichen Reise waren, denn der jüngste Sohn Sebastian war erst 12 Jahre alt.

### Zweite Reise
2. Mai 1497 (Bristol) – 6. August 1497 (Bristol): Cabot („John Kabotto“) musste für die Seereise dem König 20 % seiner Erlöse abgeben. Ein aktueller Schutzbrief wird nicht erwähnt, was dafür spricht, dass dies Cabots erste Reise war. Deshalb wird diese Reise im Jahre 1497 als Ausführung des Schutzbriefes vom 5. März 1496 angesehen.
Cabot setzte die Segel auf der Matthew im Mai 1497 mit einer kleinen Mannschaft von 18 Seeleuten. Er entdeckte am 24. Juni 1497 die Küste Neufundlands, ohne dass seine genaue Landestelle bekannt ist. Historiker nennen die Kap-Breton-Insel oder Neufundland. Er setzte zwei Flaggen, die britische und venezianische, umsegelte die Gegend etwa einen Monat, traf jedoch nicht auf Indigene und brachte am 6. August 1497 keine Fracht zurück. Der König genehmigte Cabot hierfür am 10. August 1497 eine einmalige Zahlung von 10 £, und am 13. Dezember 1497 eine Pension von 20 £ jährlich „in Anerkennung der treuen Dienste, die sie uns geleistet haben…“, „…als sie im neu gefundenen Land waren…“ (englisch that have been in the newe fownde lawnde). Aus diesem Zitat stammt die heutige Bezeichnung Neufundland (englisch Newfoundland).
Cabot glaubte allerdings, Cathay (China) entdeckt zu haben.

### Dritte Reise
Mai 1498 (Bristol) – Herbst 1498 (oder Frühling 1500 [?]): Seine zweite oder dritte Reise trat er mit besserer Ausstattung an. Ein Schutzbrief vom 3. Februar 1498 gestattete ihm sechs Schiffe mit maximal 200 Tonnen Gewicht. Die Flotte bestand schließlich aus fünf Schiffen und rund 200 Mann, darunter João Fernandes Lavrador. Auftrag war die Entdeckung von Cipangu (Japan). Ein Schiff musste frühzeitig zwecks Reparatur mit Lavrador zurückkehren, die übrigen Schiffe kamen nicht mehr zurück. Was aus Cabot und seiner Mannschaft geworden ist, bleibt deshalb unklar.
Für welche Reise der Mitreisende namens Launcelot Thirkill vom König zwei Zahlungen von 20 und 30 £ am 22. März 1498 und 1. April 1498 erhielt, bleibt ungewiss.
Ein Forschungsprojekt der Universität Bristol unter der Leitung der Historikerin Alwyn Ruddock ging davon aus, dass Cabot bis Anfang 1500 um die Chesapeake Bay gesegelt ist und im Frühling 1500 nach Bristol zurückgekehrt sei. 
Der englische Kaufmann William Weston, der Cabot vermutlich 1498 begleitet hatte, soll Ruddock zufolge selbstständig um 1499 ebenfalls Neufundland erreicht haben.

## Hintergründe
Der königliche Schutzbrief legte als Ausgangshafen von Cabotos Expedition Bristol fest. Seefahrer dieser Stadt waren 1480 und 1481, möglicherweise auf der Suche nach Fischgründen, in den Atlantik gesegelt. (1498 behauptete ein englischer Kaufmann, sie hätten dabei die Brasilinsel, eine Phantominsel, entdeckt.) Hintergrund dieser Fahrten war ein Konflikt mit der Hanse, die die englischen Fischer aus den ertragreichen Fischgründen um Island verdrängt hatte.
Im Mai 1497 brach Cabot mit der Karavelle Matthew erneut von Bristol auf. Nach 35 Tagen Seereise traf er am 24. Juni 1497 auf Festland und mehrere Inseln, deren südlichste er für die mythische Insel der sieben Städte hielt. Er ging ein einziges Mal an Land, wo genau, ist unbekannt: In Frage kommen mehrere Orte der nordamerikanischen Ostküste zwischen Labrador und Maine. Wahrscheinlich war es Neufundland oder die Kap-Breton-Insel an der Mündung des Sankt-Lorenz-Stroms. Caboto hatte den Eindruck, dass das Land bewohnt war, denn er fand einen Pfad, eine Feuerstelle und einen geschnitzten und bunt bemalten Stock. Aus Furcht, auf zahlenmäßig überlegene Ureinwohner zu treffen, verzichtete er auf einen Erkundungsgang ins Landesinnere. Daher pflanzte er die königliche und die päpstliche Fahne am Strand auf und nahm das Land für England in Besitz. Etwa einen Monat segelte er die kanadische Küste entlang und durch die später nach ihm benannte Meerenge. Die Rückfahrt trat er von etwa der Stelle an, wo er an Land gegangen war, und erreichte nach fünfzehn Tagen die Bretagne – sein Steuermann hatte einen Kurs zu weit südlich genommen. Am 10. August 1497 war Cabot wieder in Bristol. Am 23. August wurde er in London von Heinrich VII. empfangen und hoch geehrt: Er erhielt den Titel Großadmiral, mit dem auch Kolumbus geehrt worden war, seidene Kleidung und eine Belohnung von zehn Pfund Sterling. Später wurde ihm auch eine Jahresrente ausgesetzt.
Die Matrosen schwärmten von der großen Menge Fisch, die man in den neu entdeckten Gewässern fangen könnte, während Cabot eine Weltkarte und einen selbst gefertigten Globus vorlegte, nach denen er weit über das Land am Don hinaus bis ins Land des Großkhans gelangt war. Er kündigte an, bei seiner nächsten Reise noch weiterzufahren, bis er „Cipangu|Zipangu“ erreichte, also Japan. Außerdem werde er dafür sorgen, dass London für den Gewürzhandel wichtiger werde als Alexandria.
Am 3. Februar 1498 erhielt er ein neues Privileg, nach dem er mit nunmehr vier oder fünf Schiffen diesmal auf Staatskosten erneut über den Atlantik fahren durfte. Die Schiffe waren mit verschiedenen Textilien beladen, die als Grundlage für Tauschhandel dienen sollten, den man zu treiben hoffte. Der mailändische Botschafter in London Raimondo de Soncino schrieb an seinen Herzog, Cabot nehme auch ein paar italienische Mönche mit, die sich Hoffnungen machten, nach Missionierung der indigenen Bevölkerung zu deren Bischöfen zu werden. Anführer dieser Mönche scheint Giovanni Antonio Carbonara gewesen zu sein, der Cabot bereits seit seiner ersten Ankunft in England unterstützt hatte. Nachdem die Flotte im Mai 1498 losgesegelt war, geriet eines der Schiffe in Seenot und kehrte zurück. Cabot und den Besatzungen der anderen Schiffe war dies nicht vergönnt, ihr weiteres Schicksal ist unbekannt. Der italienische Humanist Polydor Vergil argwöhnte, das einzige neue Land, das Cabot auf dieser Reise fand, sei der Meeresboden gewesen. Vielleicht erreichten zumindest einige seiner Schiffe erneut Amerika, denn der portugiesische Entdecker Gaspar Corte-Real soll 1501 in Nordamerika ein zerbrochenes italienisches Schwert und venezianische Silberohrringe gefunden haben. Cabots Sohn Sebastiano überlebte, er fuhr 1526–1530 im spanischen Auftrag den Rio de la Plata und den Paraná hinauf.
Die britische Historikerin Alwyn Ruddock dagegen glaubt, Cabot sei es auf seiner dritten Reise gelungen, die gesamte nordamerikanische Küste für England in Besitz zu nehmen; er sei bis Venezuela gekommen, wo er auf spanische Konquistadoren traf, und sei 1500 nach England zurückgekehrt. Die Mönche hätten sich von der übrigen Expedition getrennt und in Carbonear auf Neufundland eine Abtei gegründet – die erste christliche Siedlung in Nordamerika überhaupt. Diese Angaben stützt sie unter anderem auf die Weltkarte Juan de la Cosas aus dem Jahr 1500 und ein königlich-spanisches Patent für Alonso de Ojeda aus dem Jahr 1501, die beide auf eine englische Anwesenheit in diesem Raum schließen lassen. Ruddock starb 2005 vor Vollendung des Buches, in dem sie diese Thesen plausibel machen wollte. Ihre Aufzeichnungen ließ sie testamentarisch vernichten, einzig eine Inhaltsskizze für ihren Verlag ist überliefert.

## Folgen
Dass Heinrich VII. mit seinem Auftrag an Cabot den Vertrag von Tordesillas angeblich missachtet hatte, führte zu Protesten von dessen Signatarmächten. Insbesondere die Portugiesen waren empört, da sie der irrigen Ansicht waren, die von Cabot entdeckten Gebiete lägen östlich der Demarkationslinie und damit in ihrer Hälfte der Welt. Dass Gaspar Corte-Real im Mai 1500 einen königlichen Schutzbrief für eine Reise nach Nordamerika erhielt, könnte auf Berichte über Cabots Entdeckungen zurückzuführen sein.
Cabots Fahrten blieben ansonsten ohne Folgen. Sein Vorhaben, eine Westroute nach Asien zu finden, fand in England lange Zeit keine Nachahmer. Seine Bedeutung liegt nach Ansicht des italienischen Historikers Ruggiero Romano lediglich darin, zu verdeutlichen, dass Englands „Berufung zur Weltmacht“ sich bereits im 15. Jahrhundert anbahnte und nicht etwa viel später „abrupt hervortrat“.

## Rezeption

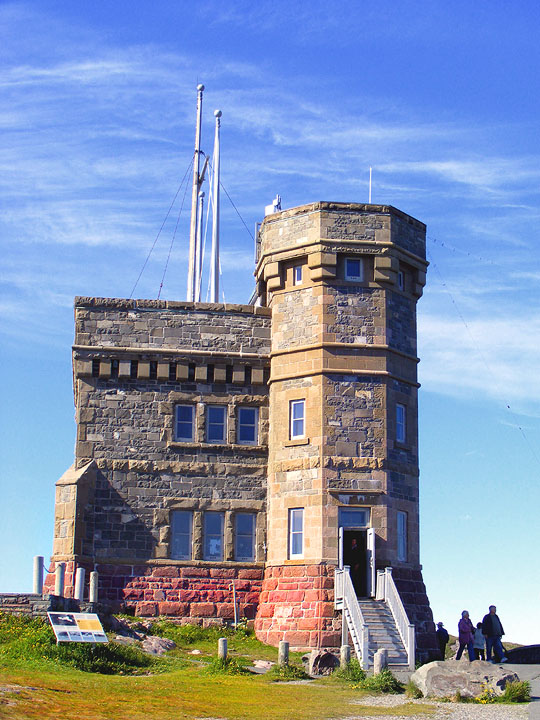
Cabot-Turm in Neufundland

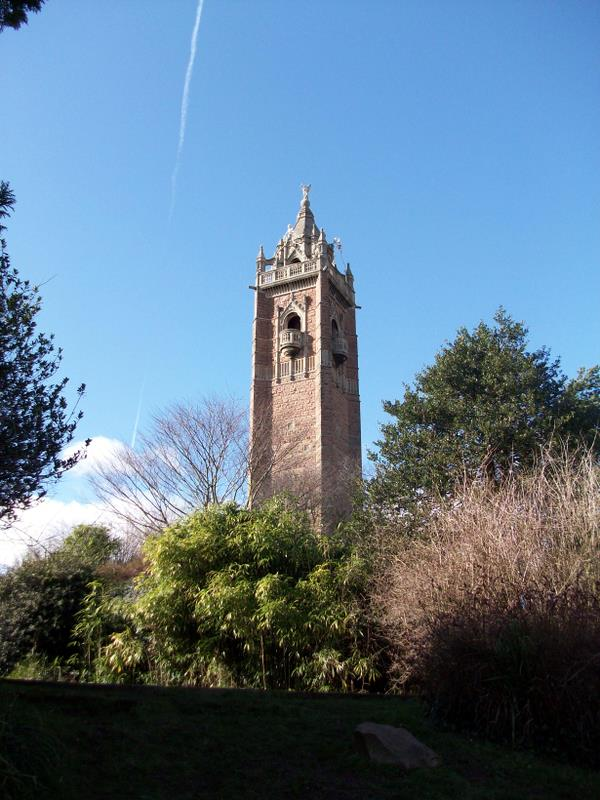
Der Cabot-Turm in Bristol

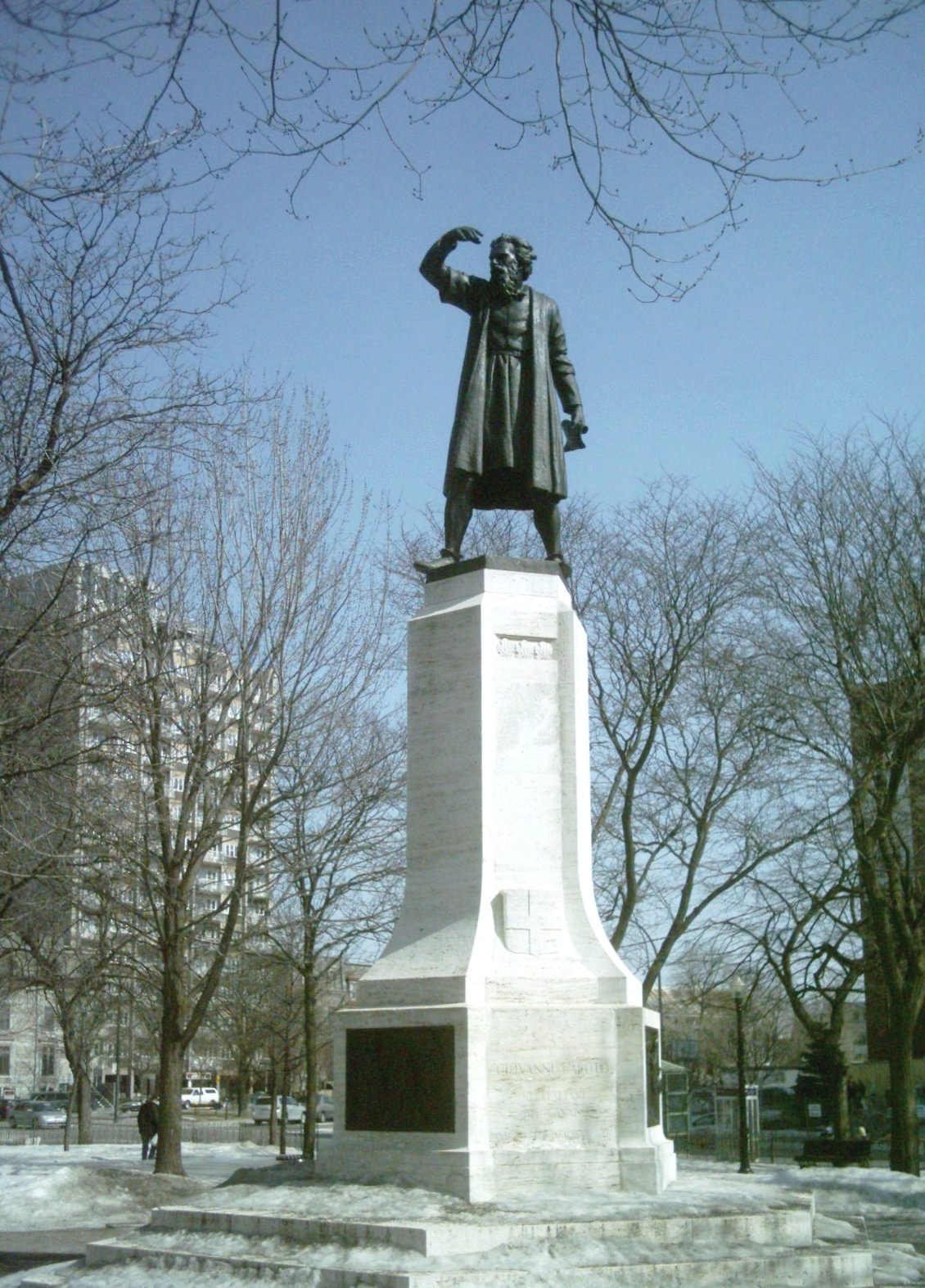
Cabot-Denkmal in Montréal

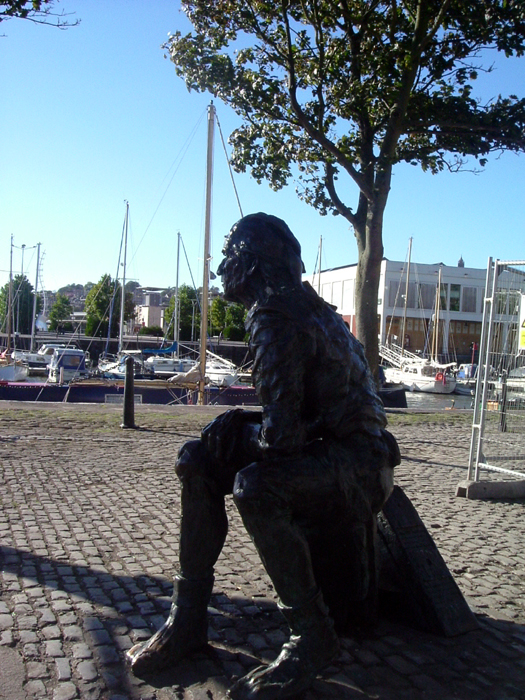
Cabot-Denkmal in Bristol

Gedenktafeln
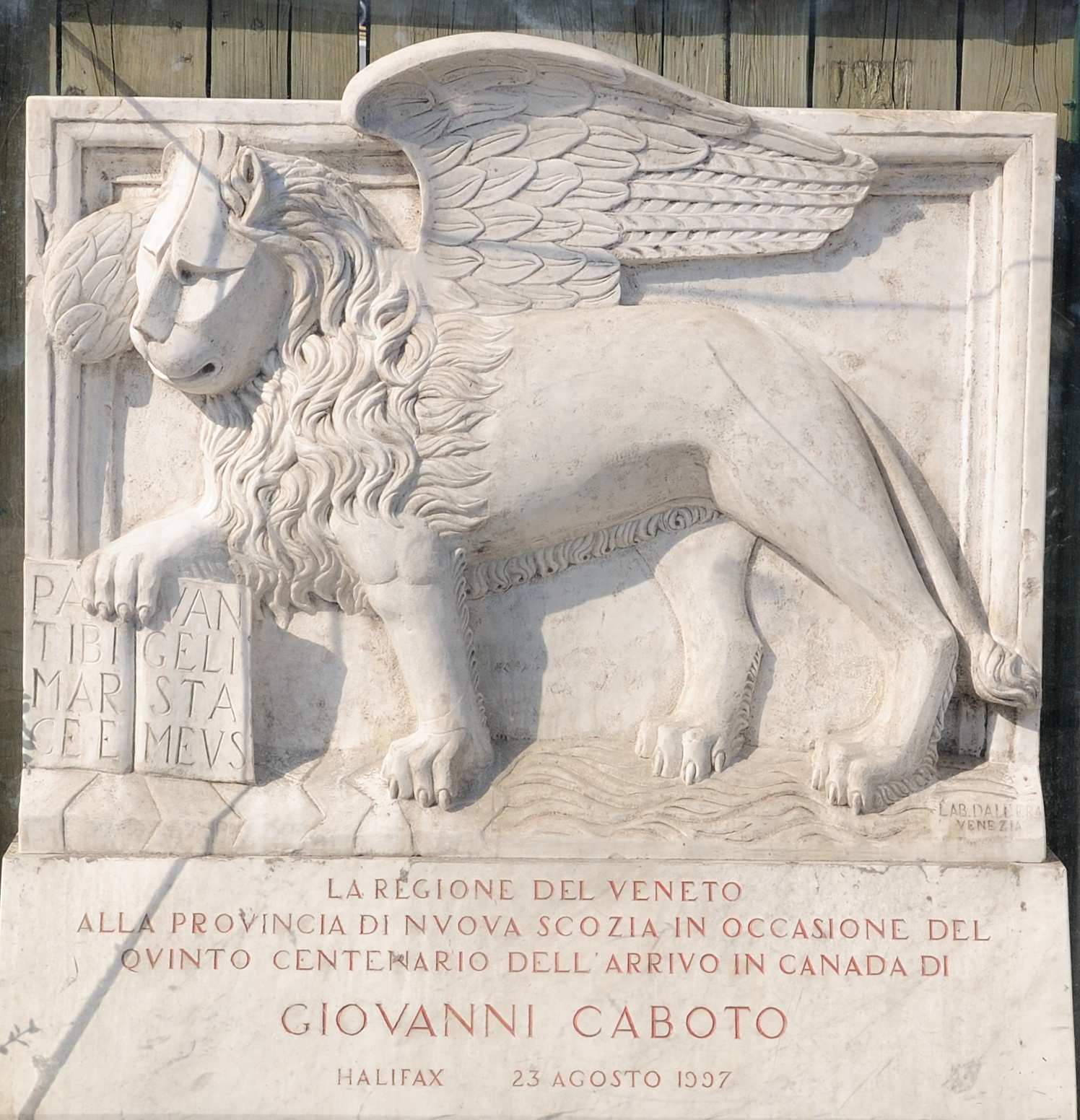
Zum 500. Jahrestag der Landung Cabotos stiftete die italienische Provinz Veneto diese Gedenktafel mit dem Markuslöwen am Hafen von Halifax
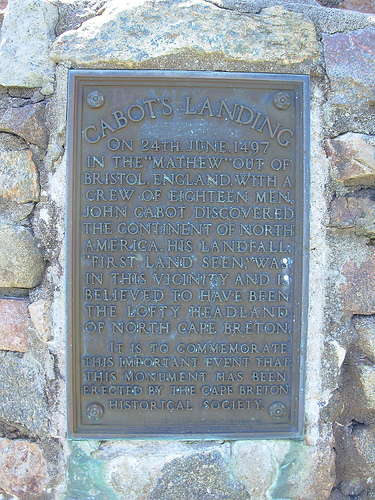
Gedenktafel an der angeblichen Landestelle, heute Cabot’s Landing genannt